# Be My Escape
«Be My Scape» es el primer sencillo de la banda estadounidense de rock cristiano Relient K, perteneciente al cuarto álbum de estudio de la banda, Mmhmm.
Fue certificado de platino en noviembre de 2005 y es la cuarta canción de Relient K más popular en iTunes.
«Be My Scape» fue presentado en un comercial de televisión del 2006 Men's U.S. Open Tennis Championship como un solo en guitarra.
- Datos: Q4875541